# Выборы в Народное собрание Республики Дагестан (2021)
Выборы в Народное собрание Республики Дагестан седьмого созыва прошли в Дагестане 17—19 сентября одновременно с выборами в Государственную думу РФ, завершившись в единый день голосования 19 сентября 2021 года.
Выборы проходили согласно пропорциональной избирательной системе: избиралось 90 депутатов по партийным спискам с установленным для них 5-процентным барьером. Срок полномочий депутатов — 5 лет.
Число избирателей, внесённых в список избирателей на момент окончания голосования — 1 700 798. Явка составила 84,35 %.

## Ключевые даты
- 18 июня 2021 года депутаты Народного собрания Республики Дагестан назначили выборы на 19 сентября 2021 года (единый день голосования)[3].
- 19 июня Избирательная комиссия Республики Дагестан утвердила календарный план мероприятий по подготовке и проведению выборов[4].
- С 29 июня по 18 июля — период выдвижения списка кандидатов политической партией (ее региональным отделением)[4].
- С 5 июля по 4 августа — период передачи в соответствующую избирательную комиссию документов для регистрации списков кандидатов[4].
- До 17 сентября — агитационный период для политической партии (ее регионального отделения) и кандидатов[4].
- С 21 августа до 17 сентября — период предвыборной агитации в СМИ[4].
- С 14 по 19 сентября — период запрета на опубликование результатов опросов общественного мнения, прогнозов результатов выборов, иных исследований, связанных с выборами, в СМИ[4].
- С 17 по 19 сентября — дни голосования[4].

## Участники

### Выборы по партийным спискам[5]
| Номер в бюллетене | Партия | Партия                       | Общая часть списка | Региональных групп | Кандидатов в списке | Статус списка                                                         |
| ----------------- | ------ | ---------------------------- | --- | ------------------ | ------------------- | --------------------------------------------------------------------- |
| 1                 |        | ЛДПР                         | Абдулгамид Абдуллаев • Даниял Гаджиев • Мурад Мутаев • Шахнаваз Гусейнов • Гаджи Лахиков                                                                                                 | 53                 | 104                 | зарегистрирован                                                       |
| 2                 |        | Единая Россия                | Сергей Меликов • Сулейман Керимов • Заур Аскендеров • Кирилл Глазов • Сайгидахмед Ахмедов • Гасан Османов • Эсенбулат Магомедов • Юрий Левицкий • Абдусалам Гадисов • Зульгимар Тагибова | 62                 | 221                 | зарегистрирован                                                       |
| 3                 |        | Справедливая Россия          | Камил Давдиев • Мурат Пайзулаев • Муртузали Муртузалиев • Заирбек Омаров • Шамиль Омаров                                                                                                 | 62                 | 165                 | зарегистрирован                                                       |
| 4                 |        | Партия роста                 | Магомед Абдулкадыров • Али Махмудов • Магомед Шехалиев • Гимбатгаджи Шабанов • Казимбек Омаров • Арифа Сатабаева                                                                         | 62                 | 125                 | зарегистрирован                                                       |
| 5                 |        | КПРФ                         | Самир Абдулхаликов • Абдулвахид Лабазанов • Махмуд Махмудов | 61                 | 159                 | зарегистрирован                                                       |
| —                 |        | Новые люди                   | Руслан Абдулхаликов • Шарип Алиев | 52                 | 65                  | отказано в регистрации (выявлено более 5 % недействительных подписей) |
| —                 |        | Российский общенародный союз | Руслан Гусейнов • Каримула Баркалаев • Гаджи Газимагомедов | 62                 | 76                  | отказано в регистрации (выявлено более 5 % недействительных подписей) |

## Результаты
Распределение мандатов по пропорциональной системе проводилось методом Империали с той поправкой, что перед началом вычисления квот каждой партии, прошедшей 5-процентный барьер, выдавалось по одному месту.
| Место                      | Место                      | Партия                     | по партийным спискам | по партийным спискам | по партийным спискам | по партийным спискам | по партийным спискам | по партийным спискам | по партийным спискам |
| Место                      | Место                      | Партия                     | Голоса               | %                    | +/- %                | Мест                 | +/-                  | %                    | +/- %                |
| -------------------------- | -------------------------- | -------------------------- | -------------------- | -------------------- | -------------------- | -------------------- | -------------------- | -------------------- | -------------------- |
|                            | 1.                         | «Единая Россия»            | 1 057 922            | 73,74 %              | ▼1,77 %              | 69                   | ▼3                   | 76,67 %              | ▼3,33 %              |
|                            | 2.                         | «Справедливая Россия»      | 182 328              | 12,71 %              | ▲2,26 %              | 11                   | ▲1                   | 12,22 %              | ▲1,11 %              |
|                            | 3.                         | КПРФ                       | 166 741              | 11,62 %              | ▲2,48 %              | 10                   | ▲2                   | 11,11 %              | ▲2,22 %              |
|                            |                            |                            |                      |                      |                      |                      |                      |                      |                      |
|                            | 4.                         | ЛДПР                       | 9396                 | 0,65 %               | ▲0,01 %              | 0                    | ▬                    | 0 %                  | ▬                    |
|                            | 5.                         | Партия роста               | 8276                 | 0,58 %               | ↗0,58 %              | 0                    | вперв.               | 0 %                  | вперв.               |
| Недействительные бюллетени | Недействительные бюллетени | Недействительные бюллетени | 9970                 | 0,69 %               | ▲0,20 %              |                      |                      |                      |                      |
| Всего                      | Всего                      | Всего                      | 1 434 633            | 100 %                | —                    | 90                   | ▬                    | 100 %                | —                    |